# Franjo Kukuljević
Franjo Kukuljević, né le 7 octobre 1909 à Zagreb et mort le 11 août 2002 à Johannesburg, est un joueur yougoslave de tennis.
Avec Simonne Mathieu, il est finaliste du double mixte de Roland Garros en 1939.

## Biographie
Champion de Yougoslavie en 1932, Franjo Kukuljević a décroché 12 titres en double messieurs et double mixte. Il est également champion des Pays-Bas en 1937 et 1938.
En 1938, il est huitième de finaliste en simple à Wimbledon et demi-finaliste en double avec Josip Palada. Il atteint également les huitièmes des Championnats des États-Unis en tant que tête de série n°6 étrangère. Il réalise la meilleure performance de sa carrière l'année suivante à Wimbledon puisqu'il écarte le jeune américain Don McNeill au deuxième tour (6-4, 7-5, 6-1), vainqueur quelques semaines plus tôt à Roland-Garros. Il continue son chemin jusqu'en quart de finale où il s'incline contre l'allemand Henner Henkel.
Après avoir participé à plusieurs exhibitions autour du monde comme au Japon ou aux Philippines, il se rend en Inde en 1940 sur invitation de son ami, le maharadja de Kutch et devient professionnel. Il participe à quatre finales dans des tournois locaux, toutes perdues contre Ghaus Mohammed Khan.
Entre 1930 et 1939, il a participé à plusieurs rencontres de Coupe Davis au sein d'une solide équipe yougoslave composée de Dragutin Mitić, Franjo Punčec et Josip Palada. Il dispute notamment la finale européenne en 1936, 1938, ainsi que la finale interzone contre l'Australie à Boston en 1939, perdue 4-1.
En 1948, il revient brièvement à la compétition en Europe et remporte quelques tournois en Angleterre. Il émigre ensuite en Afrique du Sud avec son frère et devient commerçant.
Il est un descendent de Ivan Kukuljević Sakcinski.

## Palmarès (partiel)

### Finale en double mixte
| No | Date       | Nom et lieu du tournoi         | Catégorie | Surface      | Vainqueurs                | Partenaire      | Score         |          |
| -- | ---------- | ------------------------------ | --------- | ------------ | ------------------------- | --------------- | ------------- | -------- |
| 1  | 08-06-1939 | Internationaux de France Paris | G. Chelem | Terre (ext.) | Sarah Fabyan Elwood Cooke | Simonne Mathieu | 4-6, 6-1, 7-5 | Parcours |